# Айно Калас
Айно Калас (на фински: Aino Kallas) е видна финландска поетеса и писателка, авторка на произведения в жанровете елегия и любовен роман.

## Биография и творчество
Айно Крон Калас е родена на 2 август 1878 г. в селски район на община Виборг, Финландия (сега в Русия), в семейство на Мария Вилхемина и Юлиус Крон от фамилията Крон, известна със своя принос в областта на изкуството и науката. Баща ѝ е поет и фолклорист, професор по финландска литература в Университета на Хелзинки. Той умира при нещастен случай по време на ветроходство, когато тя е на 10 години. През 1894 г. учи в гимназията за девойки в Хелзинки.
Пишейки поезия още от детството си тя прави своя литературен поетичен дебют през 1897 г. с „Lauluja ja ballaadeja“ под псевдонима Суонио, използван от баща ѝ. Поради нарастващия натиск за русификация, през 1899 г. тя призовава за защита на независимостта на Финландия.
През 1900 г. се жени за д-р Филип Оскар Калас, естонски учен, фолклорист и по-късно дипломат. Имат пет деца. Двойката живее в периода 1900 – 1903 г. в Санкт Петербург. През 1904 г. се премества в Тарту, Естония. Калас се интересува от историята и културата на новата си родина и се присъединява към социокултурното общество „Noor-Eesti“ (Млада Естония), което провежда кампания за независимостта на Естония. Въпреки че пише на фински, тя включва в творчеството си и естонски теми. През 1919 г. се запознава в Копенхаген с критика и есеист Анна-Мария Талгрен (1886 – 1946), с която поддържат кореспонденция в продължение на десетилетия.
През 1920 г., след края на Първата световна война, е обявена независимостта на Естония. В периода 1922 – 1934 г. живее със семейството си в Лондон, докато нейният съпруг е посланик на Естония във Великобритания.
В ранните си произведения Калас смесва своите истории с фолклора на естонската литература. В двата тома на „Meren takaa“ (1904 – 05) и в повестта „Ants Raudjalg“ (1907) тя предпочита формата на реализма, изобразявайки останките на вековното крепостничество в Естония под двойния гнет от етническата немска аристокрация и руската бюрокрация. В сборника от кратки разкази „Lähtevien laivojen kaupunki“ (1913) тя търси нови начини на художествено изразяване, като под влиянието на символизма, се измества от преките социални проблеми към тези с по-универсален характер. Въпреки приетата насока историята описана в „Lasnamäen valkea laiva“ се основават на исторически събития.
В крайна сметка Калас намира истинския си глас в неоромантизма, особено в нейните кратки, трагични „романи-балади“. Те са написани на архаичен езиков стил от 16-и и 17 век в Естония. Особено открояващи се са произведенията от трилогията „Барбара фон Тисенхузен“. Повтаряща се тема в романите ѝ е това, което тя нарича „убийствения Ерос“ – любов, носеща щастие и удовлетворение, но която често води до смърт.
По време на пребиваването си във Великобритания Калас написва няколко от нейните основни произведения. Повечето от романите ѝ са със сюжет на остров Касари, до остров Хиюмаа, където тя прекарва летата си през 20-те и 30-те години. Едновременно с работата си на писател тя става лице и на различни търговски дружества – „Лафайет“, „Суан“ и др. Някои от нейните произведения са били драматизирани в края на 30-не и началото на 40-те, но нямат особен успех, поради политическата обстановка.
С любовните си произведения Калас се утвърждава като фатална жена, но най-вероятно тя също преувеличава любовните си връзки. През се влюбва в латвийския художник Янис Розентал, който рисува нейния портрет, но заменя главата ѝ с тази на нейната прислужница. Тя е имала и любовта афера с легендарния финландски поет Ейно Лейно, която става известна след публикуване на нейните дневници през 1950 г.
Нацистката окупация на Естония по време на Втората световна война 1941 – 1944 г. принуждава семейството да отиде в изгнание в Швеция, където Калас остава до 1953 г. Нейният син Сулев самоубива през 1941 г., за да избегне арест от ГПУ, а дъщеря ѝ е застреляна случайно от руски войник през същата година. Съпругът ѝ умира в Стокхолм през 1946 г. Стихосбирките ѝ от този период „Kuoleman joutsen“ (1942), „Kuun silta“ (1943), и „Polttoroviolla“ (1945) отразяват двете ѝ лични трагедии и съдбата на Естония, окупирана от Съветския съюз и Германия. Стотици нейни роднини и приятели са били депортирани в Сибир.
През 1948 г. Калас отива до Хелзинки с паспорт на бежанец, и пребивава във Финландия 16 месеца. Връща се в Швеция до 1953 г., тъй като от Съветския съюз изискват репатриране на бежанците, а след 1953 г. трайно се установява в Хелзинки.
Тя няколко пъти получава Държавната награда за литература на Финландия, а също и награда за литература на Литературния клуб в Лондон.
Айно Калас умира на 9 ноември 1956 г. в Хелзинки.

## Произведения
- Lauluja ja ballaadeja (1897) – като Айно Суонио
- Kuloa ja kevättä (1899) – като Айно Суонио
- Kirsti (1902)
- Meren takaa 1. (1904)
- Meren takaa 2. (1905)
- Ants Raudjalg (1907)
- Lähtevien laivojen kaupunki (1913)
- Seitsemän: Titanic-novelleja (1914)
- Suljettu puutarha (1915)
- Musta raita (1919)
- Katinka Rabe (1920)
- Langatonta sähköä, pieniä kirjeitä Lontoosta (1928)
- Novelleja (1928)
- Pyhän joen kosto (1930)
- Marokon lumoissa (1931)
- Bathseba Saarenmaalla (1932)
- Mare ja hänen poikansa (1935)
- Talonpojan kunnia (1936)
- Valitut teokset 1 – 3 (1938)
- Kuoleman joutsen (1942)
- Kuun silta (1943)
- Löytöretkillä Lontoossa (1944)
- Polttoroviolla (1945)
- Kanssavaeltajia ja ohikulkijoita 1 – 3 (1945 – 1947)
- Seitsemän neitsyttä (1948)
- Virvatulia (1949)
- Rakkauden vangit (1951)
- Päiväkirja vuosilta 1897 – 1906 (1952)
- Päiväkirja vuosilta 1907 – 1915 (1953)
- Päiväkirja vuosilta 1916 – 1921 (1954)
- Valitut teokset (1954)
- Päiväkirja vuosilta 1922 – 1926 (1955)
- Päiväkirja vuosilta 1927 – 1931 (1956)
- Vaeltava vieraskirja vuosilta 1946 – 1956 (1957)

### Серия „Барбара фон Тисенхузен“ (Barbara von Tisenhusen)
1. Барбара фон Тисенхузен, Barbara von Tisenhusen (1923)
2. Пасторът на Рейк, Reigin pappi (1926)
3. Булката на вълка, Sudenmorsian (1928)

### Екранизации
- 1978 Reigi õpetaja
- 1962 Õhtust hommikuni